# Почесні громадяни Парижа
Почесний громадянин Парижа (фр. Le citoyen d'honneur de la Ville de Paris) — почесне звання, яке з 2001 року присвоюється міською радою Парижа з метою захисту осіб, які зробили внесок у боротьбу за «фундаментальні свободи». Станом на 2022 рік це звання було надане 28 особам, а також тижневику Шарлі Ебдо, біорізноманіттю, пожежникам Парижа і місту Києву.

## Список почесних громадян
| Фото | Ім'я                      | Країна            | Рік             | Чим відомий | Прим. |
| ---- | ------------------------- | ----------------- | --------------- | --- | ----- |
|      | Мумія Абу-Джамал          | США               | 2001            | Американський в'язень. Засуджений до смертної кари 1982 року за звинуваченнями у вбивстві (2008 року смертна кара замінена на довічне позбавлення волі). Борець за скасування смертної кари. |       |
|      | Інгрід Бетанкур           | Колумбія          | 2002            | Колумбійський політик. Викрадена 2002 року бойовиками ФАРК. |       |
|      | Юрій Бандажевський        | Білорусь          | 2003            | Білоруський науковець. Засуджений 2001 року за критику бездіяльності влади Білорусі у ліквідації наслідків Чорнобильської катастрофи. |       |
|      | Аун Сан Су Чжі            | М'янма            | 2004            | М'янмарська опозиціонерка, борець проти військового режиму у країні, лідер руху за демократичні зміни. Перебувала під домашнім арештом. Лауреат Нобелівської премії миру 1991 року. |       |
|      | Гаува Ібрагім             | Нігерія           | 2005            | Нігерійський адвокат, яка допомогла понад 60 жінкам, засудженим до смерті за нормами шаріату, уникнути смертної кари шляхом побиття камінням. |       |
|      | Ху Цзя                    | КНР               | 2008            | Китайський правозахисник та екологічний активіст, борець за свободу слова, права хворих на ВІЛ-СНІД. |       |
|      | Далай-лама XIV            | КНР               | 2008            | Духовний лідер Тибету, перебуває у вигнанні, борець за збереження тибетської ідентичності. Лауреат Нобелівської премії миру 1989 року. |       |
|      | Тасліма Насрін            | Бангладеш         | 2008            | Журналістка та письменниця, борець за права жінок у Бангладеш. Через погрози за критику ісламського фундаменталізму Тасліма Насрін була змушена виїхати з країни. |       |
|      | Гілад Шаліт               | Ізраїль           | 2008            | Ізраїльський військовослужбовець, викрадений палестинськими бойовиками 25 червня 2006 року під час несення ним служби. |       |
|      | Ширін Ебаді               | Іран              | 2010            | Іранська правозахисниця і адвокат. Лауреат Нобелівської премії миру 2003 року. |       |
|      | Джафар Панагі             | Іран              | 2011            | Іранський кінорежисер, лауреат міжнародних кінопремій. Його фільми заборонені в Ірані, а сам він 2010 року був арештований і засуджений до 6 років в'язниці із забороною на 20 років займатися кіновиробництвом. |       |
|      | Раоні Метуктіре           | Бразилія          | 2011            | Лідер племені каяпо, борець за збереження культури корінних народів Бразилії та за захист лісів Амазонії від знищення. |       |
|      | Олесь Біляцький           | Білорусь          | 2012            | Білоруський правозахисник, президент правозахисного центру «Вясна», віце-президент Міжнародної федерації прав людини. 2011 року засуджений до 4 з половиною років в'язниці суворого режиму за свою діяльність. |       |
|      | Нельсон Мандела           | ПАР               | 2013            | Президент ПАР у 1994—1999 роках. Борець проти режиму апартеїду, за свою боротьбу за расову рівність був ув'язнений протягом 1964—1990 років. Лауреат Нобелівської премії миру 1993 року. |       |
|      | Шарлі Ебдо                | Франція           | 2015            | Сатиричний тижневик Шарлі Ебдо у січні 2015 року зазнав нападу ісламістських радикалів, які вбили кількох журналістів і карикатуристів видання. Звання Почесного громадянина Парижа надано газеті на знак «видатних заслуг у боротьбі з диктатурою і варварством». |       |
|      | Асія Бібі                 | Пакистан          | 2015            | Пакистанська жінка-християнка, мати п'ятьох дітей. Під час збору ягід у червні 2009 року попила тієї ж води, що й мусульманські жінки, чим нанесла їм образу. 2010 року засуджена судом до смертної кари через повішення. Усі її апеляції було відхилено. |       |
|      | Біорізноманіття           |                   | 2016            | Звання Почесного громадянина Парижа надане Біорізноманіттю з метою привернення уваги проблем вимирання видів, знищення екосистем та, як наслідок, зниження рівня добробуту, що спричинені антропогенним впливом, а також на знак визнання зусиль Парижа до вирішення глобальних екологічних проблем, що також було відзначено проведенням у місті Міжнародної конференції з питань змін клімату 2015 року. |       |
|      | Джан Дюндар               | Туреччина         | 2016            | Турецький журналіст, до 2016 року головний редактор газети Джумхурієт, яка критикувала владу президента Реджепа Ердогана. Заарештований 2015 року після публікації статті, в якій йшлося про постачання зброї турецьким урядом бійцям сирійської опозиції. Засуджений 2016 року до 5 років в'язниці; у день вироку на Дюндара було скоєно невдалий замах. З 2016 року перебуває у Німеччині. | [ 1 ] |
|      | Мохаммад Юнус             | Бангладеш         | 2018            | Бангладешський економіст та фінансист, Грамін Банку. Започаткував та розвинув концепцію мікрокредитування та мікрофінансування, які дозволили тисячам жителів Бангладеш створити власний дохід, тим самим вийшовши зі злиднів та надавши поштовх до економічного розвитку країни. Лауреат Нобелівської премії миру 2006 року. |       |
|      | Набіль Раджаб             | Бахрейн           | 2018            | Бахрейнський правозахисник, президент Бахрейнського центру прав людини, директор Центру прав людини Перської затоки, заступник генерального секретаря Міжнародної федерації прав людини. З 2016 року перебуває в ув'язненні через публічну критику заборони діяльності в країні неурядових організацій та в'їзду іноземних журналістів. 2018 року засуджений до 5 років позбавлення волі за повідомлення у Твіттері щодо порушення прав людини владою Бахрейну та участь країни у військовій операції в Ємені. | [ 2 ] |
|      | Олег Сенцов               | Україна           | 2018            | Український кінорежисер, проєвропейський активіст. Ув'язнений російською владою 2014 року, та засуджений за сфабрикованими звинуваченнями у тероризмі на 20 років позбавлення волі. У травні 2018 року оголосив голодування на знак протесту проти свого ув'язнення та ув'язнення понад 70 українських політв'язнів владою Росії. | [ 3 ] |
|      | Насрін Сотуде             | Іран              | 1 квітня 2019   | Іранська адвокатка та правозахисниця, яка зазнає переслідувань з боку влади Ірана за свою діяльність. Лауреатка премії Сахарова 2012 року. | [ 4 ] |
|      | Луджейн аль-Хазлуль       | Саудівська Аравія | 14 червня 2019  | Саудівська активістка, борець за права жінок. | [ 4 ] |
|      | Пожежники Парижа          | Франція           | 14 червня 2019  | | [ 4 ] |
|      | Луїз Інасіо Лула да Сілва | Бразилія          | 2019            | Бразильський політик, президент Бразилії у 2003—2011 роках, на посту президента боровся проти проявів расової дискримінації. 2018 року засуджений до 8 років і 10 місяців за звинуваченням у корупції. Сам Лула не визнав своєї провини, а його прибічники вважають звинувачення сфабрикованими за вказівкою чинного президента Жаїра Болсонару. | [ 5 ] |
|      | Деніс Муквеге             | ДР Конго          | 8 жовтня 2020   | Конголезький лікар-гінеколог, який надає допомогу жертвам сексуального насилля, спричиненого громадянською війною у Конго. Лауремт Нобелівської премії миру 2018 року. | [ 4 ] |
|      | Алаа Абд Ель-Фаттах       | Єгипет            | 17 грудня 2020  | Єгипетський блоггер, фахівець з комп'ютерних технологій, політичний активіст та правозахисник. | [ 4 ] |
|      | Есраа Абдель Фаттах       | Єгипет            | 17 грудня 2020  | Єгипетська політична активістка. | [ 4 ] |
|      | Патрик Закі               | Єгипет            | 17 грудня 2020  | Єгипетський дослідник та правозахисник. | [ 4 ] |
|      | Солафа Магді              | Єгипет            | 17 грудня 2020  | Єгипетська журналістка та захисниця прав жінок. | [ 4 ] |
|      | Київ                      | Україна           | 22 березня 2022 | Столиця України, місто, яке разом з іншими українськими містами і селами страждає від обстрілів і бомбардувань від початку російського вторгнення до України. | [ 6 ] |